# Új-guineai pápaszemesmadár
Az új-guineai pápaszemesmadár (Zosterops minor) a madarak (Aves) osztályának verébalakúak (Passeriformes) rendjébe, ezen belül a pápaszemesmadár-félék (Zosteropidae) családjába tartozó faj.

## Rendszertani eltérés
Korábban úgy vélték, hogy az új-guineai pápaszemesmadár azonos a Seram-szigeten élő Seram-szigeti pápaszemesmadár (Zosterops stalkeri), azonban kutatások során Pamela Cecile Rasmussen, amerikai ornitológusnő és kollégái bebizonyították, hogy valójában két külön fajról van szó. Ugyanebből a kutatásból kitudódott, hogy a Sangihe-szigeti pápaszemesmadár (Zosterops nehrkorni) nem azonos a Nehrkorn-pápaszemesmadárral (Zosterops atrifrons).

## Előfordulása
Az új-guineai pápaszemesmadár előfordulási területe Indonéziában és Pápua Új-Guineában van.
Az élőhelyén közönségesnek számít; a Természetvédelmi Világszövetség (IUCN) nem tekinti fenyegetett fajnak.

## Alfajai
- Zosterops minor minor - Új-Guinea északi része és a Japen sziget
- Zosterops minor chrysolaemus - Új-Guinea északnyugati része
- Zosterops minor rothschildi - Új-Guinea nyugati része
- Zosterops minor tenuifrons - Új-Guinea keleti része
- Zosterops minor delicatulus - Új-Guinea délkeleti része
- Zosterops minor pallidogularis - a D'Entrecasteaux-szigetek

## Fordítás
- Ez a szócikk részben vagy egészben  a   Black-fronted white-eye című angol Wikipédia-szócikk ezen változatának fordításán alapul.  Az eredeti cikk szerkesztőit annak laptörténete sorolja fel. Ez a jelzés csupán a megfogalmazás eredetét és a szerzői jogokat jelzi, nem szolgál a cikkben szereplő információk forrásmegjelöléseként.